# Liste der Biografien/Heins
Liste der Biografien |
Portal Biografien |
Personensuche
# |
A |
B |
C |
D |
E |
F |
G |
H |
I |
J |
K |
L |
M |
N |
O |
P |
Q |
R |
S |
T |
U |
V |
W |
X |
Y |
Z |
?
 
Ha |
Hd |
He |
Hi |
Hj |
Hk |
Hl |
Hm |
Hn |
Ho |
Hr |
Hs |
Ht |
Hu |
Hv |
Hw |
Hy
 
Hea |
Heb |
Hec |
Hed |
Hee |
Hef |
Heg |
Heh |
Hei |
Hej |
Hek |
Hel |
Hem |
Hen |
Heo |
Hep |
Heq |
Her |
Hes |
Het |
Heu |
Hev |
Hew |
Hex |
Hey |
Hez
 
Heia |
Heib |
Heic |
Heid |
Heie |
Heif |
Heig |
Heij |
Heik |
Heil |
Heim |
Hein |
Heip |
Heir |
Heis |
Heit |
Heix |
Heiz
 
Heina |
Heinb |
Heinc |
Heind |
Heine |
Heinf |
Heing |
Heinh |
Heini |
Heink |
Heinl |
Heinm |
Heino |
Heinr |
Heins |
Heint |
Heiny |
Heinz
Die Liste der Biografien führt alle Personen auf, die in der deutschsprachigen Wikipedia einen Artikel haben. Dieses ist eine Teilliste mit 69 Einträgen von Personen, deren Namen mit den Buchstaben „Heins“ beginnt.

## Heins
- Heins, Alexander Konstantinowitsch (1834–1892), russischer Generalleutnant und Ethnograph
- Heins, Carl (1859–1923), deutscher Pianist und Komponist
- Heins, Christian (1935–1963), brasilianischer Autorennfahrer
- Heins, Emilie († 1831), deutsche Erzieherin
- Heins, Erich (1907–1944), deutscher Kommunist und Widerstandskämpfer gegen den Nationalsozialismus
- Heins, Jakob (* 2004), deutscher Unihockeyspieler
- Heins, Johanna (* 1990), deutsche Schwimmerin, Seglerin und Skiläuferin; Teilnehmerin an Special Olympics World Games
- Heins, John Theodore († 1756), deutsch-britischer Maler und Kupferstecher
- Heins, Linda (* 1978), deutsche Opern-, Operetten-, Oratorien-, Lied- und Konzertsängerin mit der Stimmlage Koloratursopran
- Heins, Martin (1610–1667), evangelischer Theologe und Historiker
- Heins, Maurice Haskell (1915–2015), US-amerikanischer Mathematiker
- Heins, Rüdiger (* 1957), deutscher Autor und Dozent für Erwachsenenbildung
- Heins, Rudolf (1819–1869), deutscher Mediziner, Hochschullehrer und Sanitätsoffizier
- Heins, Shawn (* 1973), kanadischer Eishockeyspieler
- Heins, Simon († 1523), deutscher katholischer Theologe
- Heins, Thorsten (* 1957), deutscher ManagerThorsten Heins (* 1957)

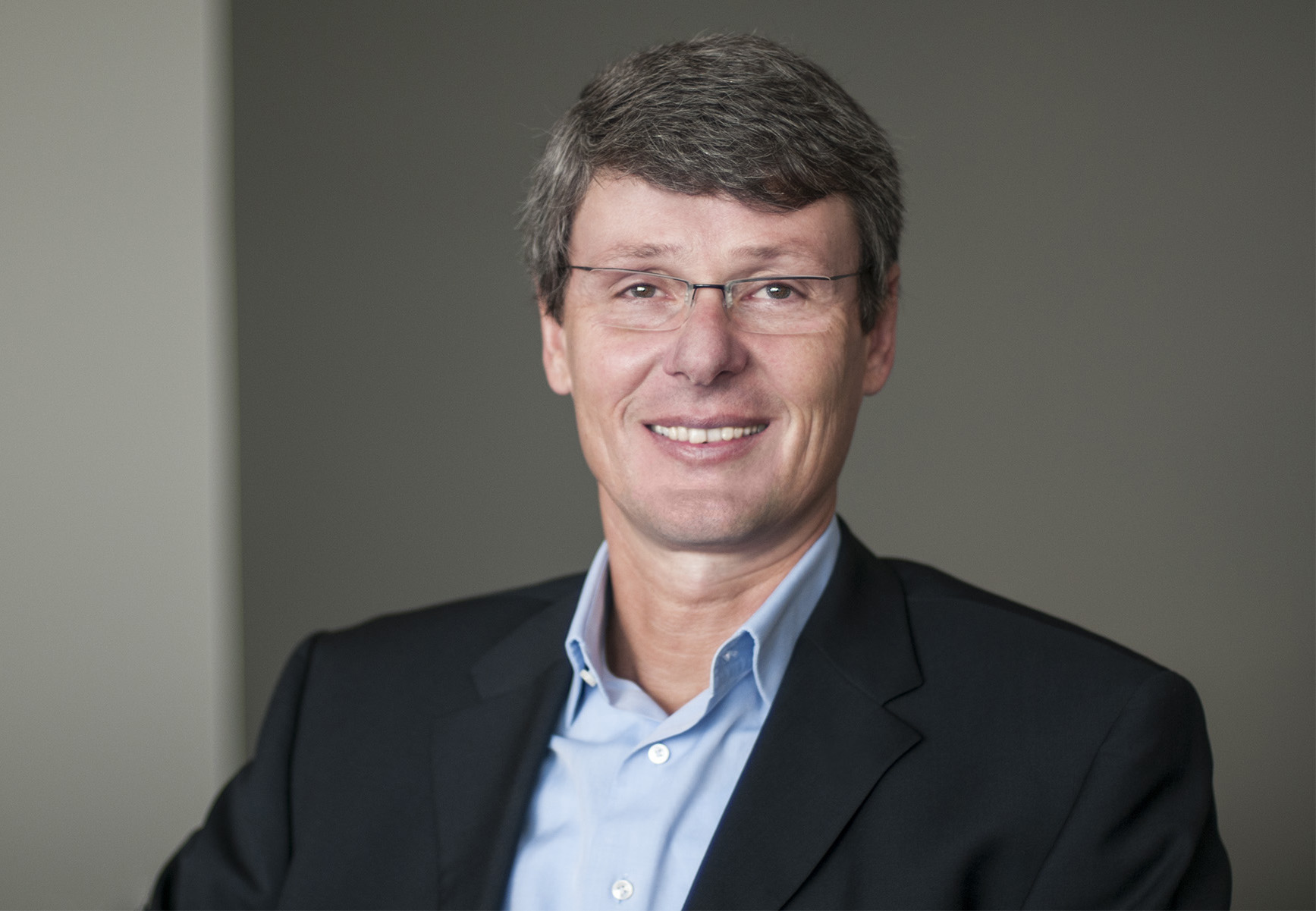
Thorsten Heins (* 1957)

- Heins, Valentin (1637–1704), deutscher Rechenmeister
- Heins, Valentin (1894–1971), deutscher Rechtsanwalt
- Heins, Volker (* 1957), deutscher Politologe
- Heins, Wilhelm (1873–1959), deutscher Lehrer und Mitglied des Preußischen Abgeordnetenhauses

### Heinsa
- Heinsaar, Mehis (* 1973), estnischer Schriftsteller

### Heinsb
- Heinsberg, Kaspar von (1820–1897), deutscher Landrat
- Heinsberg, Volker (1943–2016), deutscher Diplomat

### Heinsc
- Heinsch, Johann Georg († 1712), böhmischer Barockmaler
- Heinsch, Jürgen (1940–2022), deutscher Fußballspieler
- Heinschink, Mozes F. (* 1939), österreichischer Sprachwissenschaftler
- Heinschke, Horst (1928–2014), deutscher Politiker (CDU), MdA
- Heinschke, Leon (* 1999), deutscher Radrennfahrer

### Heinsd
- Heinsdorff, Emil Ernst (1887–1948), deutscher Maler, Illustrator, Goldschmied und Radierer
- Heinsdorff, Markus (* 1954), deutscher Künstler
- Heinsdorff, Reinhart (1923–2002), deutscher Grafiker, Bildhauer und Medailleur

### Heinse
- Heinse, Gustav (1896–1971), österreichischer Dichter und Übersetzer
- Heinse, Wilhelm (1746–1803), deutscher Schriftsteller, Gelehrter und BibliothekarWilhelm Heinse (1746–1803)

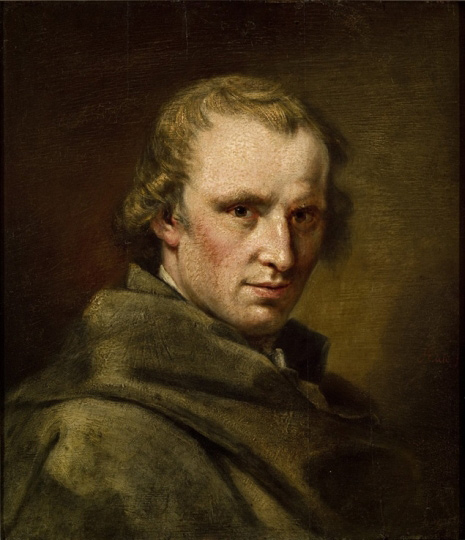
Wilhelm Heinse (1746–1803)

- Heinsen, Ernst (1924–2013), deutscher Jurist und Hamburger Senator (SPD), MdHB
- Heinsen, Geerd (* 1945), deutscher Musikkritiker
- Heinser, Lukas (* 1983), deutscher Blogger und Journalist

### Heinsh
- Heinsheimer, Fritz (1897–1958), deutscher Maler
- Heinsheimer, Hans (1900–1993), US-amerikanischer Musikverleger, Autor und Journalist
- Heinsheimer, Karl (1869–1929), deutscher Jurist
- Heinsheimer, Max (1832–1892), deutscher Rechtsgelehrter

### Heinsi
- Heinsick, Elisabeth (1898–1982), deutsche Schriftstellerin, Schauspielerin und Politikerin (LDPD), MdV
- Heinsius, Anthonie (1641–1720), niederländischer Staatsmann und Ratspensionär
- Heinsius, Daniel (1580–1655), Gelehrter der niederländischen Renaissance
- Heinsius, Georg August Gabriel (1747–1818), deutscher Verwaltungsjurist
- Heinsius, Gottfried (1709–1769), deutscher Mathematiker und Astronom
- Heinsius, Johann Ernst (1731–1794), deutscher Maler
- Heinsius, Johannes († 1680), Gouverneur von Suriname
- Heinsius, Johannes (1874–1924), deutscher Architekt und Baumeister
- Heinsius, Josefa, deutsche SchauspielerinJosefa Heinsius

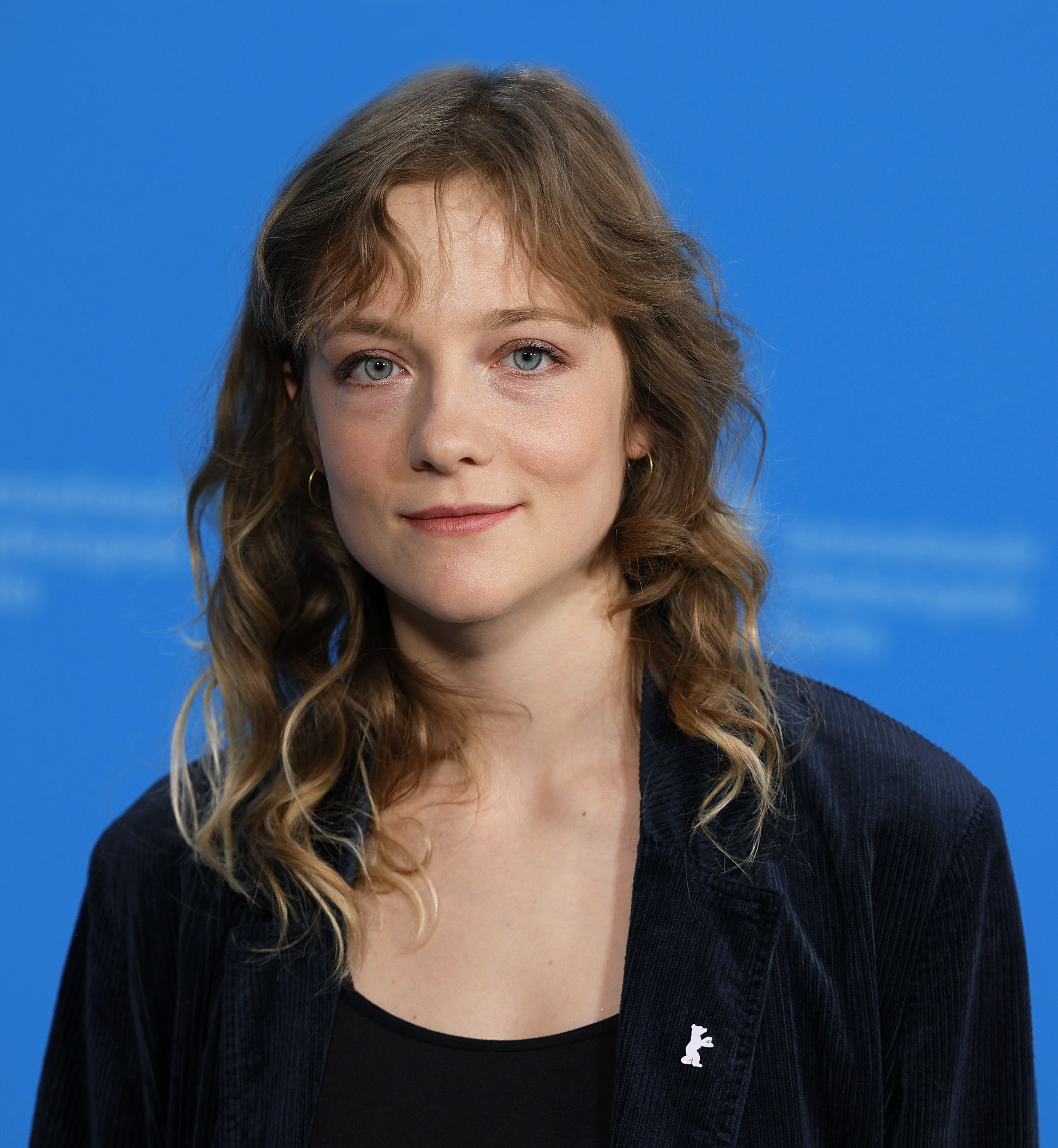
Josefa Heinsius

- Heinsius, Julius (1740–1812), deutscher Maler
- Heinsius, Karl (1861–1929), deutscher Unternehmer und Politiker (Wirtschaftspartei, DVP), MdL
- Heinsius, Nikolaes der Ältere (1620–1681), niederländischer Altphilologe und neulateinischer Lyriker
- Heinsius, Nikolaes der Jüngere (1656–1718), holländischer Schriftsteller und Arzt
- Heinsius, Otto (1892–1976), deutscher Maler
- Heinsius, Theodor (1770–1849), deutscher Sprachforscher und Lexikograph
- Heinsius, Wilhelm (1768–1817), deutscher Buchhändler, Verleger und Bibliograf

### Heinsm
- Heinsmann, Horst (1929–2018), deutscher Fußballspieler

### Heinso
- Heinsohn, Alfred (1875–1927), deutscher Maler
- Heinsohn, Carl (1872–1962), deutscher Handwerksmeister und Senator der Hansestadt Lübeck
- Heinsohn, Gunnar (1943–2023), deutscher Soziologe, Ökonom, Zivilisationstheoretiker und PublizistGunnar Heinsohn (1943–2023)

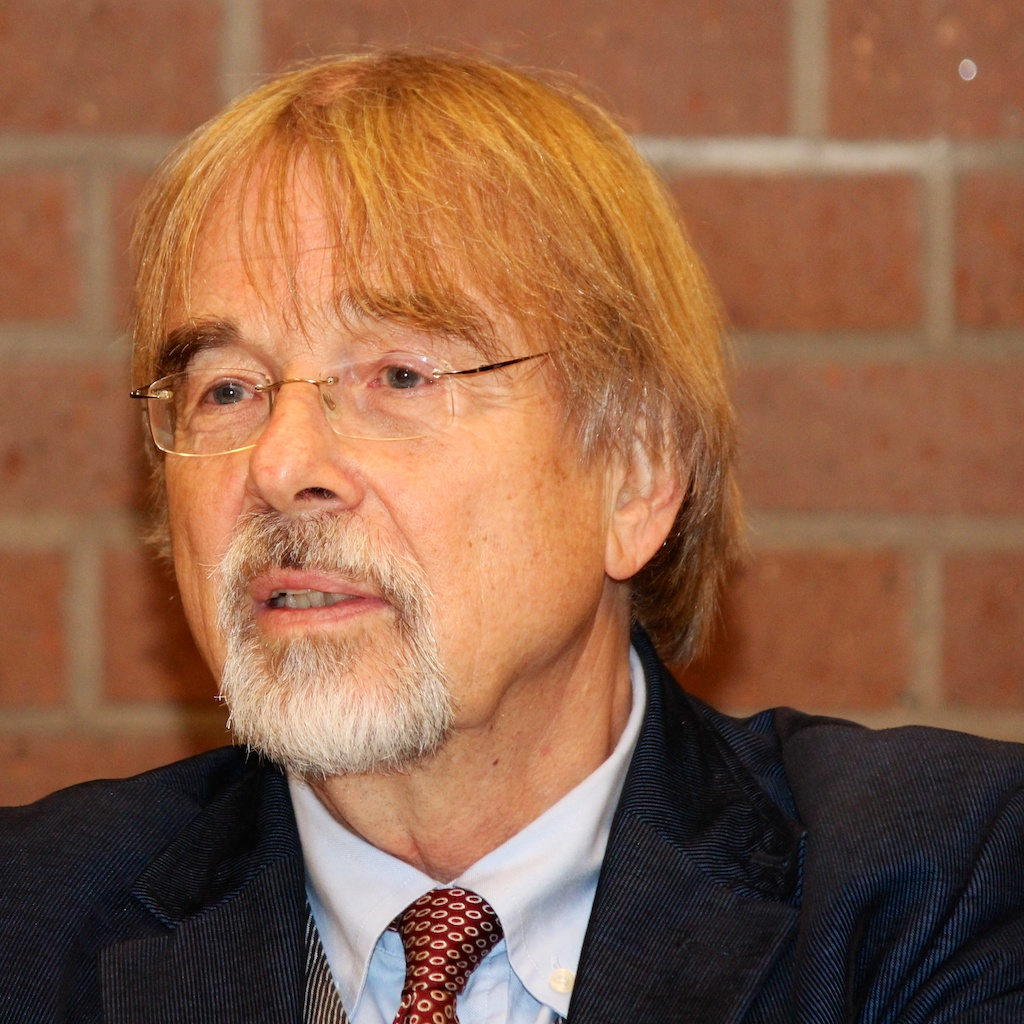
Gunnar Heinsohn (1943–2023)

- Heinsohn, Helmuth (1907–1985), deutscher Maler, Grafiker, Keramiker und Glasmaler
- Heinsohn, Kirsten (* 1963), deutsche Historikerin
- Heinsohn, Marco (1969–2019), deutscher Fernsehmoderator, Sprecher, Journalist und Mediencoach
- Heinsohn, Tom (1934–2020), US-amerikanischer Basketballspieler und -trainer
- Heinsohn, Wilhelm (1843–1915), Malermeister, öffentliche Person, Bürgerschaftsmitglied
- Heinson, Johann Theodor (1663–1726), deutscher evangelisch-lutherischer Geistlicher und Hauptpastor in Hamburg
- Heinson, Len (* 1995), deutscher Fußballspieler

### Heinss
- Heinssen, Johann (1797–1849), deutscher Orgelbauer

### Heinst
- Heinstadt, Anton (1886–1970), Landtagsabgeordneter Volksstaat Hessen